# Antidesma rhynchophyllum
Antidesma rhynchophyllum là một loài thực vật có hoa trong họ Diệp hạ châu. Loài này được K.Schum. mô tả khoa học đầu tiên năm 1905.